# Joli OS
 (juin 2013).
Joli OS est la version système d'exploitation de Jolicloud adapté à l'origine aux netbooks et compatible depuis la version 1.1 avec tout type d'ordinateurs. C'est une distribution très légère, demandant peu de ressources au système, utilisant principalement des applications déportées sur Internet (Cloud computing).
Le 22 novembre 2013, les développeurs décident de stopper son développement à la fin de l'année 2013, tout en le mettant le code source en open source.

## Particularités
Joli OS diffère des systèmes d'exploitation plus « classiques » en ce que son fonctionnement est basé sur Internet et plus précisément le cloud computing (« informatique en nuage » en anglais). L'ensemble des applications et données sont stockées sur l'ordinateur de l'utilisateur mais aussi sur Internet. Ainsi, son fonctionnement est similaire au système d'exploitation Google Chrome OS.

### Avantages
- L'utilisateur peut se connecter avec son compte Jolicloud sur n'importe quelle machine fonctionnant avec Joli OS et ainsi retrouver tout son environnement (applications, données, services).
- Au cas où l'ordinateur de l'utilisateur tomberait en panne, aucune donnée ni application n'est perdue, car elles sont hébergées sur Internet.
- Le bureau de Joli OS utilisant des technologies Web, notamment HTML5, l'utilisateur peut accéder à son bureau depuis un navigateur. En plus de la disponibilité de Jolicloud sur le Chrome Web Store, les utilisateurs peuvent aller sur my.jolicloud.com depuis Firefox 4 (et supérieur), Safari 5 et l'iPad[6].

### Inconvénients
- L'inconvénient majeur est pour la sécurité des données : si un serveur contenant des données utilisateurs était attaqué, un pirate pourrait accéder à des profils d'utilisateurs. Ce risque est toutefois comparable à celui couru par les messageries « Web » (comme Yahoo, Hotmail ou Gmail).
- La dépendance de l'utilisateur envers Internet peut aussi être un inconvénient (dans le cas où l'utilisateur se trouve temporairement dans un endroit où il n'a pas Internet ou s'il y a une coupure temporaire). À noter que le bureau de Joli OS fonctionne hors ligne grâce aux technologies HTML5. De même, les données pouvant être stockées en local sur le disque de l'ordinateur et certains logiciels demeurant des applications « natives » (VLC, OpenOffice, Gimp...), il est possible d'utiliser Joli OS sans connexion à Internet. Enfin, de plus en plus d'applications web possèdent un mode hors ligne.